# Ophthalmitis senex
Ophthalmitis senex là một loài bướm đêm trong họ Geometridae.